# Sharpe pusztítása
A Sharpe pusztítása (Sharpe's Havoc) Bernard Cornwell Sharpe sorozatának hetedik (kronológiailag) könyve. A cselekmény Portugáliában játszódik és Sharpe Portónál játszódó kalandjairól szól. A könyv először az Egyesült Királyságban jelent meg 2003-ban a Harper Collins kiadó gondozásában. Magyarországon 2008. február 22-én a Gold Book kiadó adta ki.
|  | Alább a cselekmény részletei következnek! |

## Történet
1809 tavasza – egy kis brit sereg nehéz helyzetbe kerül, mikor a franciák megszállják Észak-Portugáliát. Sharpe-ot körülzárják, ám ő megpróbál utat törni magának a brit vonalakhoz, de egy áruló veszélybe sodorja.
Mikor a majdani Wellington herceg megérkezik, hogy átvegye a parancsnokságot, azonnal ellentámadásba kezd. Sharpe űzött vadból vadásszá változik. Egy legyőzött hadsereg maradványai közt, a portugál határ vihar korbácsolta dombvidékén, Sharpe rettenetes bosszút áll.
|  | Itt a vége a cselekmény részletezésének! |

## Szereplők
- Richard Sharpe
- Patrick Harper
- Colonel Christopher
- Hogan
- Sir Arthur Wellesley
- Dulong
- Lord Pumphrey

## Magyarul
- Sharpe pusztítása. Richard Sharpe és az észak-portugáliai tavaszi hadjárat, 1809; ford. Sándor Zoltán; Gold Book, Debrecen, 2008